# نارنجک‌انداز ام‌کی ۱۹
نارنجک‌انداز ام‌کی ۱۹ (به انگلیسی: Mk 19 grenade launcher) یک نارنجک‌انداز مسلسل کالیبر ۴۰ میلی‌متری است که در سال ۱۹۶۶ توسط کشور آمریکا در خلال جنگ ویتنام طراحی و ساخته شده‌است. سرعت اولیه گلوله پرتاب شده ۲۴۰ متر در ثانیه و حداکثر برد شلیک ۲۲۱۲ متر است.

## مشخصات
ساخت  ایالات متحده آمریکا
کالیبر ۴۰ میلی‌متر
نوع مهمات ۴۰×53 mm
نرخ آتش ۳۲۵ تا ۳۷۵ تیر در دقیقه
وزن سلاح ۳۵ کیلوگرم

## کشورهای استفاده‌کننده
- آرژانتین Argentine Marines.[۵]
- استرالیا[۶]
- بنگلادش[۷]
- کانادا: Selected as the co-axial armament for the new generation of armoured reconnaissance vehicles.
- کرواسی: MATAV armoured vehicles armed with Mk 19 grenade launcher, first seen in public at recent Croatian Army Parade, Initially Croatia purchased 32 weapons and kits, number has since gone up.[۸][۹][۱۰]
- مصر: Manufactured locally.[۱۱]
- یونان[۱۲]
- عراق: Used by Iraqi Special Operations Forces
- جمهوری ایرلند: Army Ranger Wing (ARW) of the Irish Defence Forces[۱۳]
- اسرائیل:[۶] Adopted by the نیروهای دفاعی اسرائیل (under the name "Maklar," for mikla rimonim or "grenade machinegun"), to be fielded in infantry and mechanized units. The Mk 19 was formerly manufactured locally.[۱۱]
- لبنان[۱۴]
- مالزی[۶]
- مکزیک:[۶] Used extensively by the army in the جنگ مواد مخدر در مکزیک.
- پاکستان: Used by the نیروی زمینی پاکستان.[۱۵]
- لهستان[۱۶]
- اسپانیا[۶]
- سوئد: Designated Grsp 92.[۶] Used by Kustjägarna and Amfibiebataljonen[۱۷] and also by the 31st Airborne Battalion (Luftburna bataljonen) [۱۸]
- تایوان[۱]
- تایلند: Used by Royal Thai Marines (Mounted on AAV-7A1).[نیازمند منبع]
- ترکیه: Produced under licence by  MKEK .[۳] Used by نیروی زمینی ترکیه.[۱۹]
- ایالات متحده آمریکا:[۶] Currently in widespread use throughout the نیروهای نظامی ایالات متحده آمریکا.